# Борис Братина
Борис Братина (25. август 1960) је српски универзитетски професор и филозоф на функцији министра телекомуникација и информисања од 16. априла 2025. Ванредни професор на Филозофском факултету Универзитета у Приштини у Северној Косовској Митровици, специјализовао се за савремену филозофију и онтологију. Бивши члан ултранационалистичког СНП Наши 1389, оснивач је Покрета за народ и државу (ПЗНД) председника Србије Александра Вучића.

## Контроверзе
Братина је 24. марта 2009. на митингу у Београду поводом обележавања 10 година од НАТО бомбардовања Србије, заједно са Мишом Вацићем, јавно запалио заставу Европске уније. Братина је критикован због хомофобичних изјава, посебно 2010. године, када је параду поноса у Београду назвао "процесијом болесника" и позвао на његову забрану. Он је хомосексуалност описао као "егзибиционизам" и предложио јавно срамоћење учесника.